# Эмгекчиль
Эмгекчиль (кирг. Эмгекчил) — село в Нарынском районе Нарынской области Кыргызстана. Административный центр Эмгекчильского аильного округа.
Население в 2009 году составляло 2930 человек.
Находится в горах на высоте 2382 м над уровнем моря. Районный центр Нарын расположен севернее в 26 км.
Эмгекчиль — дословно трудолюбивый, работящий.
Возникло в конце 1920-х годов. В 1928—1954 годах здесь действовал трудовой кооператив, в 1954—1956 годах — Колхоз имени Маленкова, с 1956 года носил название «Трудовой».
В селе имеется средняя школа, детский сад, дом культуры, 2 библиотеки, спорткомплекс, предприятие по производству товаров народного потребления, медпункт. В 2004 г. построены новые мечеть, клуб и баня.
Установлен памятник погибшим в годы Великой Отечественной войн
Местное население, в основном, занято в животноводстве. В последние 10 лет, благодаря открытым на пастбище Солтон-Сары близ села залежам золота, жители села Эмгекчиль Нарынской области стали заниматься старательством.